# Montse Ayats i Coromina
Montse Ayats i Coromina   (Ciuret, 19 de març de 1968) és una filòloga, editora i mestra catalana. És coordinadora del Pla nacional del llibre i la lectura des del maig de 2022. Abans, havia sigut directora de l'editorial vigatana Eumo, en la qual ha treballat del 1991 al 2022. Va ser la presidenta de la Setmana del Llibre en Català (2013-2015) i de l'Associació d'Editors en Llengua Catalana (2016-2020). És coautora del Primer diccionari i de la Història de l'edició a Catalunya, entre altres llibres.
L'any 2022 fou nomenada per la Institució de les Lletres Catalanes com a responsable per a la coordinació i l'impuls del Pla nacional del llibre i la lectura de Catalunya.